# Associació Nacional de Jutges
L'Associació Nacional de Jutges (ANJ) és una de les cinc associacions professionals de jutges espanyols. ja que els jutges espanyols tenen prohibit pertànyer a sindicats, les associacions professionals han adoptat el paper tradicional de protegir els drets i les condicions laborals dels jutges. En el cas concret de l'ANJ, es va constituir per defensar la supressió del trasllat forçós per ascens, equiparant així als jutges amb altres col·lectius com els fiscals o els secretaris judicials. La seva afiliació des de 2002 fins a 2009 ha estat molt reduïda, certificant-se pel CGPJ entorn de la dotzena de jutges. No obstant això, per donar cabuda als jutges no associats en les negociacions amb el Ministre de Justícia d'Espanya i donar suport a la vaga de jutges del 18 de febrer, es va procedir el 31 de gener de 2009 a la seva refundació.